# Polycyrtus inca
Polycyrtus inca là một loài tò vò trong họ Ichneumonidae.